# 第1届中国电影金鸡奖
第1届中国电影金鸡奖是中国电影家协会為表彰1981年度杰出国产片颁发的奖项。颁奖典礼于1981年5月22日在中国浙江省杭州市举行。

## 提名名单
| 最佳故事片 - 《天云山传奇》 - 《巴山夜雨》 - 《法庭内外》                     | 最佳导演 - 谢晋－《天云山传奇》 - 吴永刚、吴贻弓－《巴山夜雨》 - 谢铁骊－《今夜星光灿烂》                               |
| 最佳男主角 - 空缺 - 李志舆－《巴山夜雨》饰 秋石                               | 最佳女主角 - 张瑜－《庐山恋》饰 周筠、《巴山夜雨》饰 刘文英 - 王馥荔－《天云山传奇》饰 宋薇 - 田华－《法庭内外》饰 尚勤 |
| 最佳男女配角集体奖 - 石灵、欧阳儒秋、茅为蕙、林彬、仲星火、卢青－《巴山夜雨》 | 最佳编剧 - 叶楠－《巴山夜雨》 - 鲁彦周－《天云山传奇》                                                                  |
| 最佳戏曲片 - 空缺                                                             | 最佳新闻纪录片 - 《刘少奇同志永垂不朽》 - 《网上群星》 - 《喜浪藻》 - 《黄山观奇》 - 《跨征途》                         |
| 最佳美术片 - 《三个和尚》                                                     | 最佳科教片 - 《生命与蛋白质——人工合成胰岛素》 - 《试管苗》 - 《蓝色的血液》                                             |
| 最佳摄影 - 《天云山传奇》－许琦                                               | 最佳美术 - 《天云山传奇》－丁辰、陈绍勉                                                                                 |
| 最佳音乐 - 《巴山夜雨》－高田 - 《庐山恋》－吕其明                            | 最佳录音 - 空缺 |
| 最佳剪辑 - 空缺 - 《天云山传奇》－周鼎文                                      | 最佳特技 - 空缺 - 《白蛇传》－姜亦素、董蕾、戴胜潮、秦孝成、蒲维中                                                      |
| 最佳服装 - 空缺                                                               | 最佳化妆 - 空缺 |
| 最佳道具 - 空缺                                                               | |

## 特别奖项
- 评委会特别奖
  - 儿童故事片：《苗苗》
  - 译制片演员：向隽殊